# Roca Nelson
La roca Nelson es una isla solitaria, una roca parda y cubierta en parte por el hielo a 3 millas al norte de las rocas Williams, en la costa de la Tierra de Mac. Robertson, está situada en las coordenadas 67°23′S 62°45′E / -67.383, 62.750. 
La roca Nelson fue cartografiada por Robert G. Dovers de la Expediciones de Investigación Antárticas Nacionales Australianas (ANARE) en 1954. La roca Nelson fue llamada así por el Comité Australiano de Nombres Antárticos (ANCA) en honor a Robert EK Nelson, del observatorio meteorológico de la Base Mawson en 1962, quien ayudó con la triangulación de la roca Nelson y la erección de una señal.

## Reclamación territorial
La roca es reclamada por Australia como parte del Territorio Antártico Australiano, pero dicha reclamación está sujeta a las disposiciones del Tratado Antártico.
- Datos: Q6990717